# Crkveno
Crkveno (cyr. Црквено) – wieś w Bośni i Hercegowinie, w Republice Serbskiej, w gminie Ribnik. W 2013 roku liczyła 36 mieszkańców.